# Élections législatives de 1967 dans les Vosges
Les élections législatives françaises de 1967 se déroulent les 5 et 12 mars 1967.  Dans le département des Vosges, quatre députés sont à élire dans le cadre de quatre circonscriptions.

## Élus
| Circonscription | Député sortant     | Parti | Parti   | Député élu ou réélu | Parti | Parti |
| --------------- | ------------------ | ----- | ------- | ------------------- | ----- | ----- |
| 1re             | Marcel Hoffer      |       | UNR-UDT | Marcel Hoffer       |       | UD-Ve |
| 2e              | Maurice Lemaire    |       | UNR-UDT | Maurice Lemaire     |       | UD-Ve |
| 3e              | Christian Poncelet |       | UNR-UDT | Christian Poncelet  |       | UD-Ve |
| 4e              | Albert Voilquin    |       | RI      | Albert Voilquin     |       | RI    |

## Résultats

### Résultats à l'échelle du département
| Parti          | Parti                                           | Premier tour | Premier tour | Second tour | Second tour | Sièges |
| Parti          | Parti                                           | Voix         | %            | Voix        | %           | Sièges |
| -------------- | ----------------------------------------------- | ------------ | ------------ | ----------- | ----------- | ------ |
|                | Union des démocrates pour la Ve République      | 72 468       | 40,28        | 49 041      | 51,64       | 3      |
|                | Républicains indépendants                       | 26 500       | 14,73        |             |             | 1      |
|                | Union des républicains de progrès               | 98 968       | 55,01        | 49 041      | 51,64       | 4      |
|                |                                                 |              |              |             |             |        |
|                | Section française de l'Internationale ouvrière  | 19 529       | 10,85        | 26 086      | 27,47       | 0      |
|                | Convention des institutions républicaines       | 7 035        | 3,91         |             |             | 0      |
|                | Fédération de la gauche démocrate et socialiste | 26 564       | 14,76        | 26 086      | 27,47       | 0      |
|                |                                                 |              |              |             |             |        |
|                | Parti communiste français                       | 26 725       | 14,85        | Retrait     | Retrait     | 0      |
|                | Progrès et démocratie moderne                   | 16 433       | 9,13         | Retrait     | Retrait     | 0      |
|                | Parti socialiste unifié                         | 11 235       | 6,24         | 19 845      | 20,90       | 0      |
|                |                                                 |              |              |             |             |        |
| Inscrits       | Inscrits                                        | 225 758      | 100,00       | 121 086     | 100,00      | 4      |
| Abstentions    | Abstentions                                     | 39 578       | 17,53        | 23 424      | 19,34       |        |
| Votants        | Votants                                         | 186 180      | 82,47        | 97 662      | 80,66       |        |
| Blancs et nuls | Blancs et nuls                                  | 6 255        | 3,36         | 2 690       | 2,75        |        |
| Exprimés       | Exprimés                                        | 179 925      | 96,64        | 94 972      | 97,25       |        |

### Résultats par circonscription

#### Première circonscription (Épinal)
| Candidat       | Candidat                    | Parti          | Premier tour | Premier tour | Second tour | Second tour |  |
| Candidat       | Candidat                    | Parti          | Voix         | %            | Voix        | %           |  |
| -------------- | --------------------------- | -------------- | ------------ | ------------ | ----------- | ----------- |  |
|                | Marcel Hoffer sortant réélu | UD-Ve          | 25 343       | 46,86        | 28 114      | 51,87       |  |
|                | Jean-Louis Lefrançois       | FGDS (SFIO)    | 14 068       | 26,01        | 26 086      | 48,13       |  |
|                | René Liégeas                | PCF            | 7 634        | 14,12        | Retrait     | Retrait     |  |
|                | Jean Haemmerlé              | CD (PDM)       | 7 036        | 13,01        | Retrait     | Retrait     |  |
|                |                             |                |              |              |             |             |  |
| Inscrits       | Inscrits                    | Inscrits       | 68 899       | 100,00       | 68 886      | 100,00      |  |
| Abstentions    | Abstentions                 | Abstentions    | 12 899       | 18,72        | 12 948      | 18,8        |  |
| Votants        | Votants                     | Votants        | 56 000       | 81,28        | 55 938      | 81,2        |  |
| Blancs et nuls | Blancs et nuls              | Blancs et nuls | 1 919        | 3,43         | 1 738       | 3,11        |  |
| Exprimés       | Exprimés                    | Exprimés       | 54 081       | 96,57        | 54 200      | 96,89       |  |

#### Deuxième circonscription (Saint-Dié)
| Candidat       | Candidat                      | Parti          | Premier tour | Premier tour | Second tour | Second tour |  |
| Candidat       | Candidat                      | Parti          | Voix         | %            | Voix        | %           |  |
| -------------- | ----------------------------- | -------------- | ------------ | ------------ | ----------- | ----------- |  |
|                | Maurice Lemaire sortant réélu | UD-Ve          | 18 620       | 46,33        | 20 927      | 51,33       |  |
|                | Pierre Noël                   | PSU            | 11 235       | 27,95        | 19 845      | 48,67       |  |
|                | Robert Chambeiron             | PCF            | 7 370        | 18,34        | Retrait     | Retrait     |  |
|                | Camille Laugel                | CD (PDM)       | 2 967        | 7,38         |             |             |  |
|                |                               |                |              |              |             |             |  |
| Inscrits       | Inscrits                      | Inscrits       | 52 206       | 100,00       | 52 200      | 100,00      |  |
| Abstentions    | Abstentions                   | Abstentions    | 10 908       | 20,89        | 10 476      | 20,07       |  |
| Votants        | Votants                       | Votants        | 41 298       | 79,11        | 41 724      | 79,93       |  |
| Blancs et nuls | Blancs et nuls                | Blancs et nuls | 1 106        | 2,68         | 952         | 2,28        |  |
| Exprimés       | Exprimés                      | Exprimés       | 40 192       | 97,32        | 40 772      | 97,72       |  |

#### Troisième circonscription (Remiremont)
|                | Christian Poncelet sortant réélu | UD-Ve          | 28 505 | 67,78  |  |  |  |
|                | Georges Maurice                  | FGDS (CIR)     | 7 035  | 16,73  |  |  |  |
|                | Gaston Koenig                    | PCF            | 6 515  | 15,49  |  |  |  |
|                |                                  |                |        |        |  |  |  |
| Inscrits       | Inscrits                         | Inscrits       | 50 966 | 100,00 |  |  |  |
| Abstentions    | Abstentions                      | Abstentions    | 7 191  | 14,11  |  |  |  |
| Votants        | Votants                          | Votants        | 43 775 | 85,89  |  |  |  |
| Blancs et nuls | Blancs et nuls                   | Blancs et nuls | 1 720  | 3,93   |  |  |  |
| Exprimés       | Exprimés                         | Exprimés       | 42 055 | 96,07  |  |  |  |

#### Quatrième circonscription (Neufchâteau)
|                | Albert Voilquin sortant réélu | RI             | 26 500 | 60,78  |  |  |  |
|                | Pierre Coanet                 | CD (PDM)       | 6 430  | 14,75  |  |  |  |
|                | Gilbert Pierson               | FGDS (SFIO)    | 5 461  | 12,53  |  |  |  |
|                | Gilbert Cousot                | PCF            | 5 206  | 11,94  |  |  |  |
|                |                               |                |        |        |  |  |  |
| Inscrits       | Inscrits                      | Inscrits       | 53 687 | 100,00 |  |  |  |
| Abstentions    | Abstentions                   | Abstentions    | 8 580  | 15,98  |  |  |  |
| Votants        | Votants                       | Votants        | 45 107 | 84,02  |  |  |  |
| Blancs et nuls | Blancs et nuls                | Blancs et nuls | 1 510  | 3,35   |  |  |  |
| Exprimés       | Exprimés                      | Exprimés       | 43 597 | 96,65  |  |  |  |